# Botercollybia
De botercollybia (Rhodocollybia butyracea) is een schimmel behorend tot de familie Omphalotaceae. Hij groeit in loof- en naaldbos op zure zandbodem.

## Kenmerken

### Uiterlijke kenmerken
Hoed
De hoed heeft een diameter van 3 tot 7 cm (soms wel 9 cm). Bij jonge exemplaren is deze gewelfd, later wordt deze min of meer vlak. Meestal blijft een er een duidelijke stompe umbo in het centrum achter. Het hoedoppervlak is glanzend en vettig (boterachtig). De hoedkleur kan sterk verschillen tussen natte en droge omstandigheden. In de periode van nat weer heeft het na inweken met water een kleur van grijs via roestbruin tot roodbruin, in de droge periode van bleek oker tot grijswit behalve in het midden. De hoedrand en de umbo zijn meestal donkerder. De hoedhuid is glad.
Lamellen
De lamellen zijn diep uitgebocht of aangehecht en staan dicht bij elkaar. De kleur is wit of bleek crème. 
Steel
De steel heeft een lengte van 2 tot 10 cm en een dikte van 0,4 tot 1 cm. Het is in gelijke kleur als de hoed en wordt aan de basis wat breder. Aan de basis is regelmatig wit myceliumweefsel te zien. De lengte is ongeveer gelijk aan de hoeddiameter. en zeer karakteristiek kenmerk is het kraakbeen van de schacht, de buitenste laag is elastisch en rubberachtig, de binnenste heeft wattenschuimachtig vlees.
Geur en smaak
Vlees dun, waterig, zacht. Het is flexibel in de hoed, kraakbeenachtig in de steel. Bij nat weer heeft het een bruinachtige kleur, bij droog weer is het witachtig. Smaak en geur doen vaag denken aan ranzige boter.
Sporenprint
De sporenprint is gelig, bleek roze of wit en de plaatjes zitten dicht op elkaar.

### Microscopische kenmerken
De sporen zijn ellipsoïde, glad en meten 6–7,5 × 3–3,5 µm in diameter.

## Verspreiding
De botercollybia is het meest talrijk in Europa en Noord-Amerika. Hij is heel gebruikelijk in Europa. Verder zijn er vondsten bekend uit uit Argentinië en Japan. Ze groeien op humus en strooisel in bossen, parken en plantsoenen tijdens de herfst en tot vroeg in de winter, soms nog na de eerste nachtvorst.

## Foto's

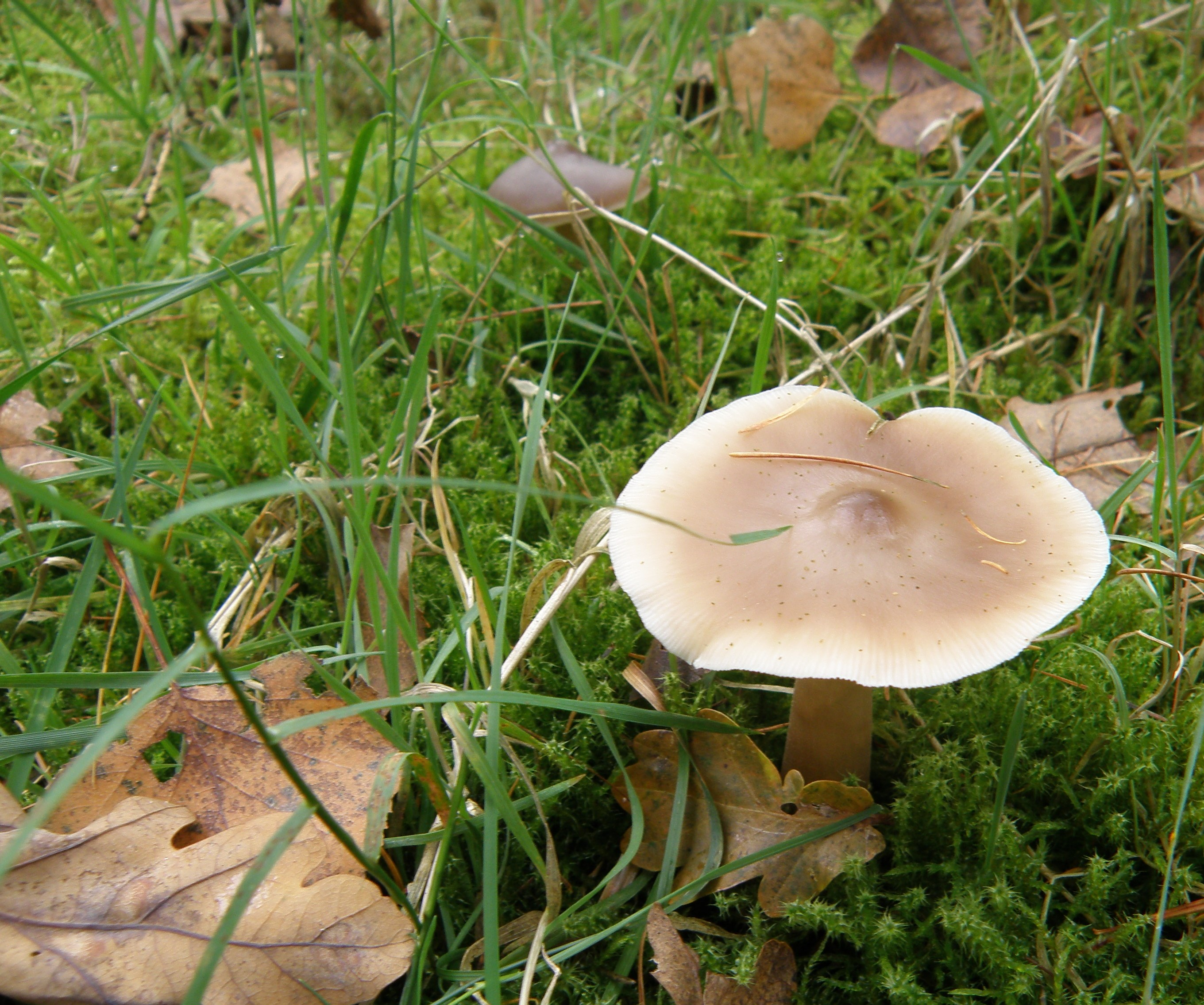
hoed
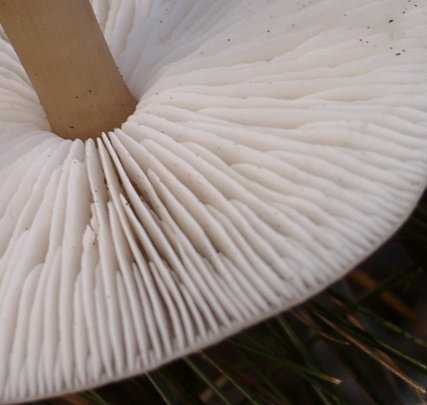
lamellen
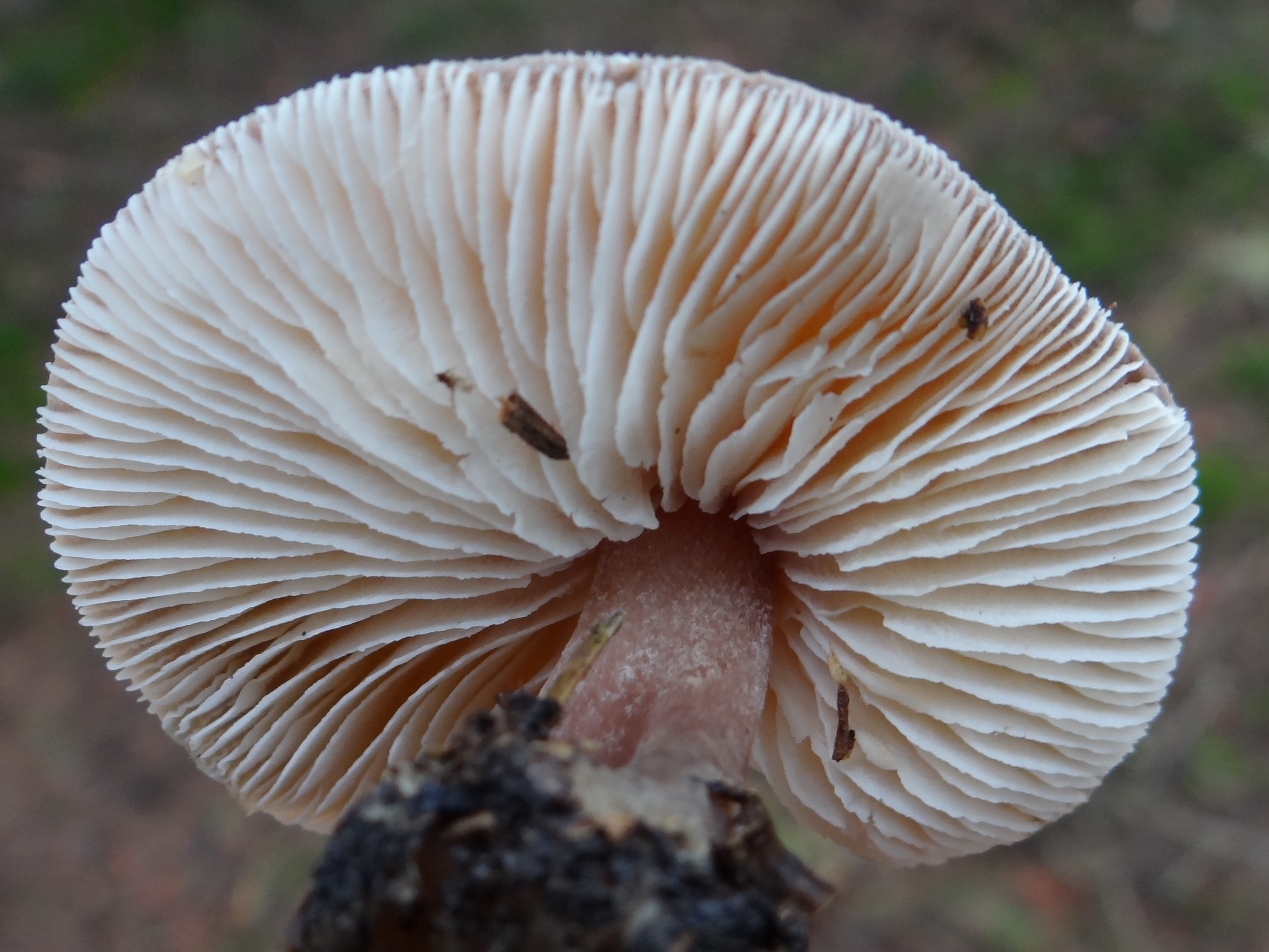
lamellen
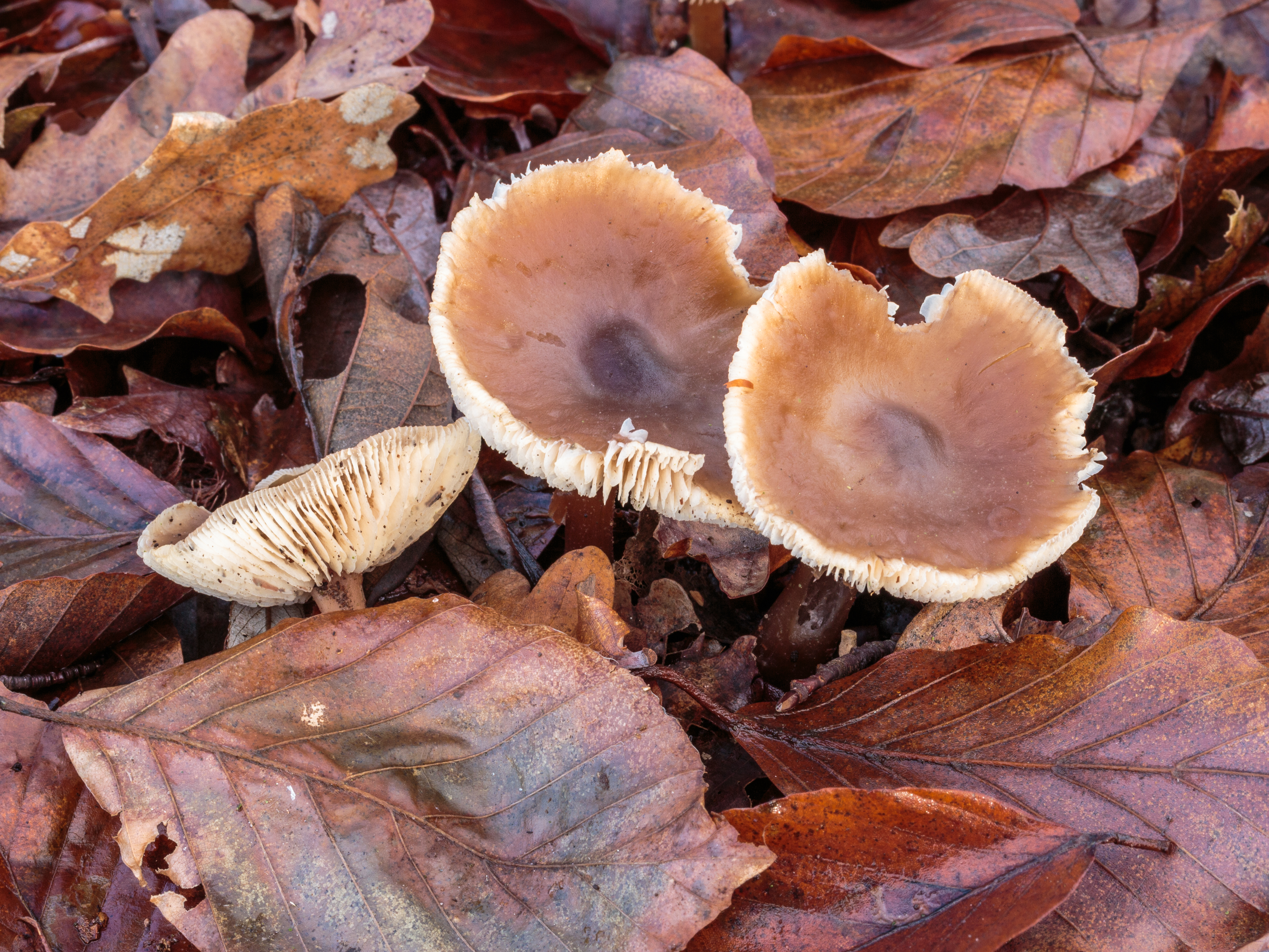